# بريكسنت ينوسك
بريكسنت ينوسك (بالفرنسية: Bréxent-Énocq)‏ هي بلدية تقع في إقليم باد كاليه من منطقة نور با دو كاليه في شمال فرنسا. تبلغ مساحة هذه المدينة 7.27 (كم²)، وترتفع عن سطح البحر 8 م، يبلغ عدد سكانها 655 نسمة حسب إحصاء المعهد الوطني للإحصاء والدراسات الاقتصادية سنة 2009 م. وترأس Michel Hedin البلدية خلال فترة (2008-2014).